# Penicillium montanense
Penicillium montanense M. Chr. & Backus – gatunek grzybów z klasy Eurotiomycetes.

## Systematyka i nazewnictwo
Pozycja w klasyfikacji według Index Fungorum: Penicillium, Aspergillaceae, Eurotiales, Eurotiomycetidae, Eurotiomycetes, Pezizomycotina, Ascomycota, Fungi.
Po raz pierwszy wyizolowany został w glebie lasu iglastego w stanie Montana w USA w 1962 r.

## Charakterystyka
Penicillium montanense charakteryzuje się wysokimi, nierozgałęzionymi lub luźno rozgałęzionymi, bezbarwnymi konidioforami, zakończonymi monowertyklatowymi metulami tworzącymi kuliste, grubościenne konidia o ciemnych ścianach w kolumnach lub splątanych łańcuchach. Kolonie na agarze z ekstraktem słodowym (MEA) osiągają szerokość 4,6–5,4 cm.
W Polsce stwierdzono występowanie tego gatunku na korzeniach brzozy brodawkowatej.

## Gatunki podobne
Opisano około 300 gatunków Penicillium. Rozróżniane są poprzez mikroskopową analizę ich morfologii, analizę metodami biologii molekularnej i analizę budowy DNA. Najbardziej podobne do P. montanense gatunki to Penicillium glabrum, Penicillium purpurescens i Penicillium spinulosum. Sugerowano, że może to być ten sam gatunek. Badania wykonane na 35 izolatach tych gatunków wykazały jednak, że są to odrębne gatunki. Modele statystyczne oparte na danych morfologicznych i ogólnych danych fizjologicznych wskazały, że pięć cech miało znaczenie dla rozróżnienia tych gatunków: tekstura ścian konidiów, średnice kolonii na podłożu Czapek i 25% agarze z azotanem glicerolu, szerokość fialid i średnica pęcherzyka.